# Oscar Robertson
Oscar Palmer Robertson (ur. 24 listopada 1938 w Charlotte, Tennessee) – amerykański koszykarz występujący na pozycji rozgrywającego, mistrz NBA z 1971.
Wybrany z nr 1. w drafcie 1960, grał w Cincinnati Royals i Milwaukee Bucks, jest uważany za jednego z najwszechstronniejszych zawodników w historii NBA. W swoim debiutanckim sezonie notował średnie: 30,5 pkt 10,1 zbiórek i 9,7 asyst na mecz, zdobywając nagrodę debiutanta roku. W sezonie 1961/62 jako pierwszy zawodnik w historii NBA miał statystyki na poziomie triple-double: 30,8 pkt, 12,5 zb i 11,4 as. Osiągnięcie to zostało powtórzone dopiero w sezonie 2016/17 przez Russella Westbrooka, który zanotował na przestrzeni całego sezonu średnio 31,9 pkt, 10,7 zb i 10,4 as.
Podczas kampanii 1960/61 ustanowił rekord rozgrywek zasadniczych NBA, trafiając 653 rzuty wolne, jako debiutant.
W 1964 został wybrany MVP sezonu, ponadto 3-krotnie był MVP NBA All-Star Game (w meczu gwiazd wystąpił dwunastokrotnie). 10-krotnie wprowadzał swoją drużynę do play-off, a w 1971 święcił ze swoją drużyną zdobycie jedynego w karierze tytułu mistrza NBA. Dziewięciokrotnie wybierany do pierwszej piątki ligi.
W sezonie 1964/1965 zajął drugie miejsce w głosowaniu na MVP fazy zasadniczej.
Uzyskał najwięcej triple-doubles w historii NBA (181). Był również rekordzistą ligi w liczbie (41) triple-doubles, uzyskanych w trakcie pojedynczego sezonu (1961-62). Również ten rekord został pobity przez Russella Wesbtrooka w sezonie 2016/2017. Zawodnik Oklahoma City Thunder zdobył wtedy 42 triple-doubles. Robertson należy także do elitarnego i jednocześnie wąskiego grona debiutantów, którzy uzyskali średnie na poziomie co najmniej 20 punktów, 5 asyst oraz 5 zbiórek. Jest także jednym z zaledwie dwóch zawodników w historii (drugi to Nate Archibald) ligi, którzy zaliczyli w trakcie jednego sezonu średnie na poziomie ponad 30 punktów oraz 10 asyst, przy czym Robertsonowi sztuka ta udała się aż pięciokrotnie, co czyni go absolutnym liderem. 
W 1996 został wybrany do grona 50 najlepszych graczy NBA wszech czasów. W 1980  został uhonorowany wyborem do Basketball Hall of Fame. Jego imieniem („Oscar Robertson Trophy”) nazwano nagrodę dla najlepszego zawodnika college'ów.
W 1960 zdobył złoty medal na Igrzyskach Olimpijskich w Rzymie.

## Osiągnięcia
Na podstawie, o ile nie zaznaczono inaczej.

### NCAA
- Uczestnik rozgrywek:
  - NCAA Final Four (1959, 1960)
  - Sweet Sixteen turnieju NCAA (1958–1960)
- Mistrz sezonu regularnego konferencji Missouri Valley (MVC – 1958–1960)
- Zawodnik Roku NCAA według:
  - United States Basketball Writers Association (USBWA – 1959, 1960)[4]
  - Sporting News (1958-1960)[5]
  - Helms Foundation (1959–1960)[6]
  - United Press International (1958-1960)[7]
- Wybrany do:
  - I składu:
    - All-American (1958–1960)[8]
    - turnieju NCAA (1959, 1960)[9]
    - All-MVC (1958–1960)

  - Akademickiej Galerii Sław Koszykówki (2006)[10]
- trzykrotny lider strzelców NCAA (1958-60)
- Uczelnia zastrzegła należący do niego numer 12

### NBA
- Mistrz NBA (1971)[11]
- Wicemistrz NBA (1974)[11]
- MVP:
  - sezonu regularnego NBA (1964)[12]
  - NBA All-Star Game (1961, 1964, 1969)[13]
- Debiutant Roku NBA (1961)[14]
- Uczestnik meczu gwiazd:
  - NBA (1961–1972)[15]
  - NBA vs ABA (1971, 1972)[16][17]
  - Legend NBA (1984–1986, 1989)[18]
- Wybierany do:
  - I składu NBA (1961–1969)[19]
  - II składu NBA (1970, 1971)[19]
- Laureat nagrody Lifetime Achievement Award (2018)[20]
- Lider:
  - NBA w asystach (1961–62, 1964–66, 1969)[21]
  - NBA w skuteczności rzutów wolnych (1964, 1968)
  - wszech czasów klubu Kings (Royals) w liczbie zdobytych punktów, asyst oraz rozegranych minut
  - play-off w:
    - liczbie celnych rzutów wolnych (1963, 1964)[22]
    - średniej asyst (1962–1965, 1967, 1971, 1974)[23]
- Klub Sacramento Kings zastrzegł należący do niego w numer 14[24]
- Klub Milwaukee Bucks zastrzegł należący do niego w numer 1[24]
- 3-krotnie zaliczany do grona najlepszych zawodników w historii NBA przy okazji obchodów rocznicowych:
  - 35-lecia istnienia - NBA 35th Anniversary Team[25]
  - 50-lecia istnienia - NBA’s 50th Anniversary All-Time Team[26]
  - 75-lecia istnienia - NBA 75th Anniversary Team (2021)[27]
- Członek Koszykarskiej Galerii Sław:
  - Naismith Memorial Basketball Hall Of Fame (1980)[28]
  - FIBA (2009)[29]

### Reprezentacja
- Mistrz:
  - olimpijski (1960)[30]
  - igrzysk panamerykańskich (1959)[31]
- Wybrany do Koszykarskiej Galerii Sław jako członek drużyny olimpijskiej z 1960 roku (Naismith Memorial Basketball Hall Of Fame - 2010)[32]

## Statystyki NBA

### Rekordy kariery

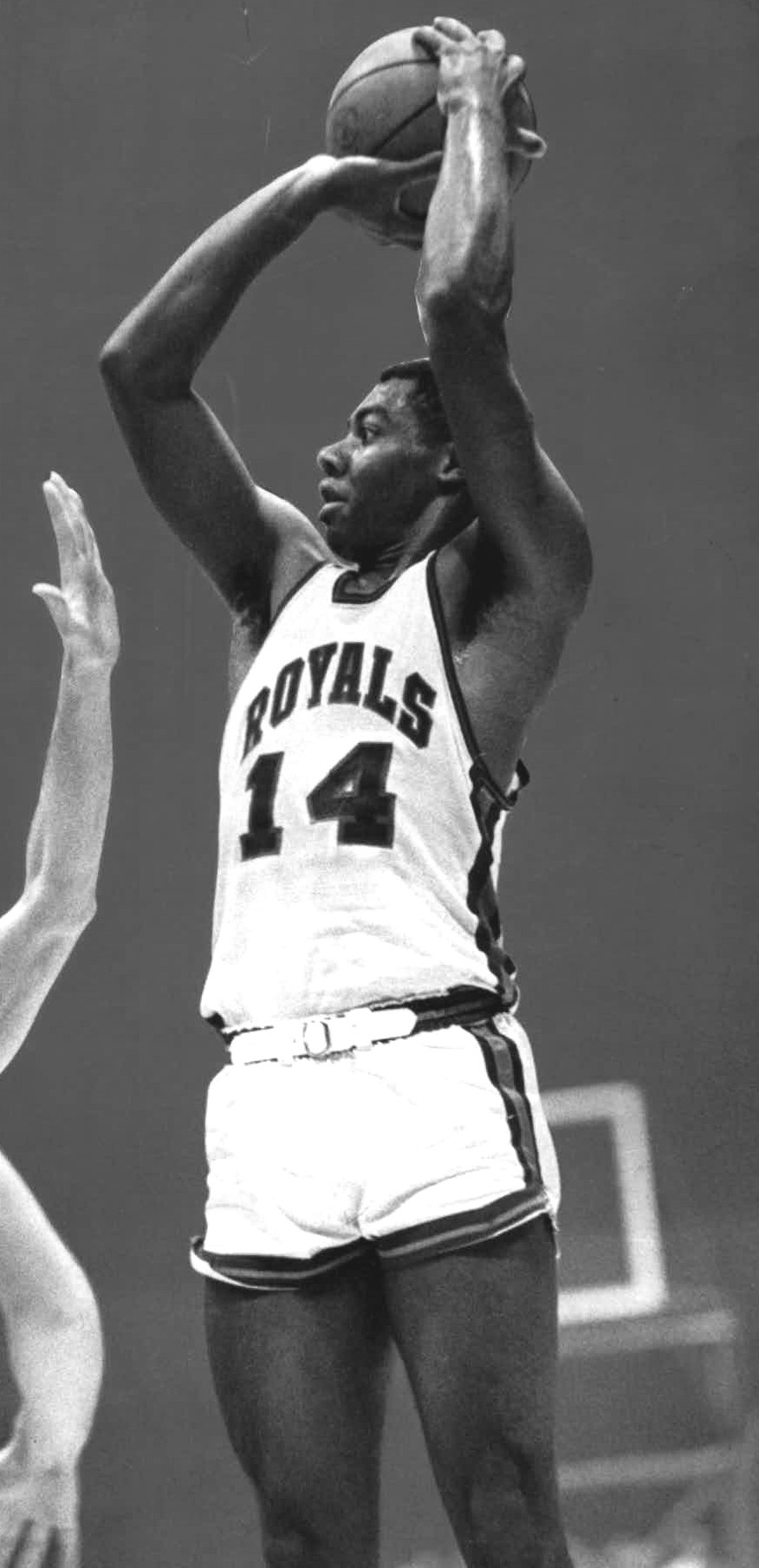
Robertson w 1966 roku

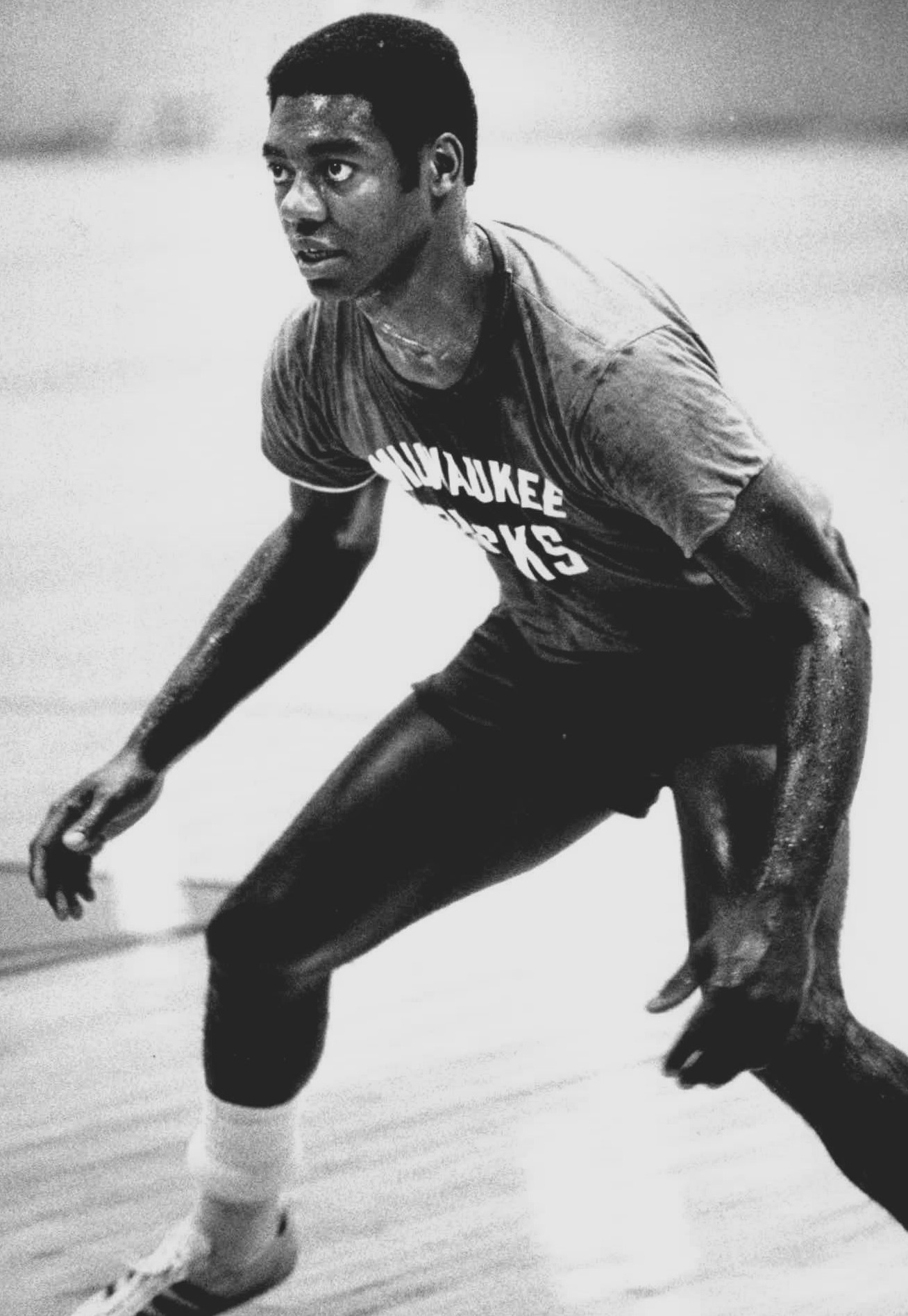
Robertson jako członek Milwaukee Bucks.

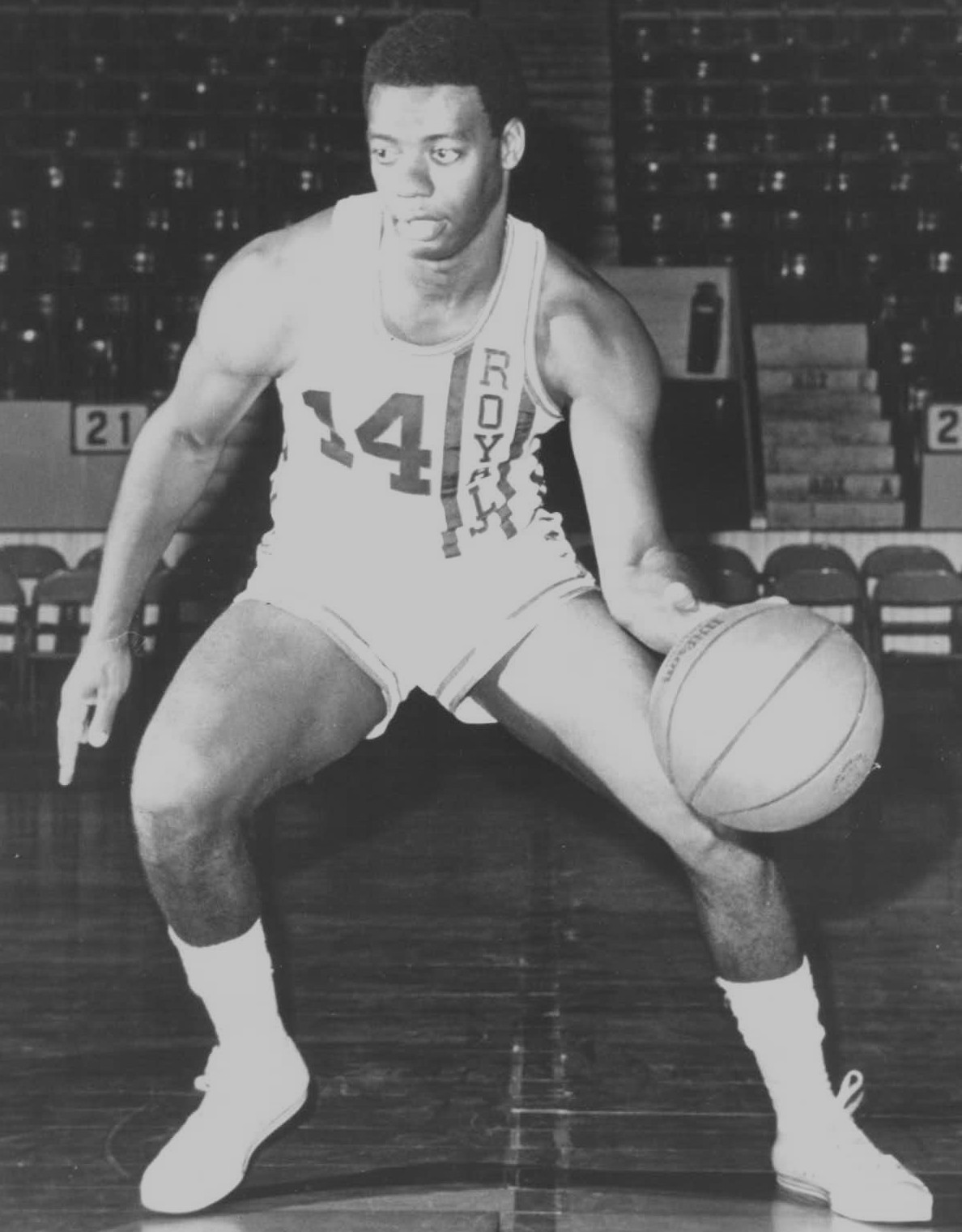
Robertson jako członek Cincinnati Royals.

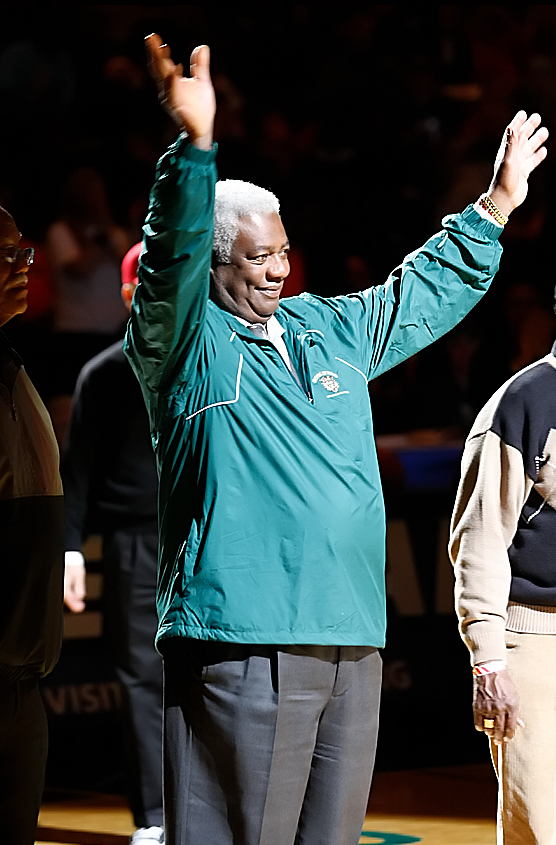
Robertson w 2010 roku.

#### Spotkania +40 punktów
W trakcie swojej kariery 77 razy zdobywał 40 i więcej punktów podczas spotkań sezonu zasadniczego.

#### Najwięcej asyst
- OT – dogrywka

| Asysty  | Przeciwnik             | Dom/Wyjazd | Data                 |
| ------- | ---------------------- | ---------- | -------------------- |
| 22      | Syracuse Nationals     | Dom        | 29 października 1961 |
| 22 (OT) | New York Knicks        | Dom        | 5 marca 1966         |
| 21      | New York Knicks        | Dom        | 14 lutego 1964       |
| 20      | Los Angeles Lakers     | Dom        | 19 lutego 1961       |
| 20      | Chicago Packers        | Neutralny  | 11 grudnia 1961      |
| 20      | San Francisco Warriors | Dom        | 28 grudnia 1964      |
| 20      | New York Knicks        | Neutralny  | 28 lutego 1965       |
| 20      | Phoenix Suns           | Wyjazd     | 4 marca 1969         |
| 19      | St. Louis Hawks        | Dom        | 8 grudnia 1961       |
| 19      | Philadelphia Warriors  | Dom        | 11 stycznia 1962     |
| 19      | Chicago Zephyrs        | Neutralny  | 13 grudnia 1962      |
| 19      | San Francisco Warriors | Dom        | 4 stycznia 1963      |
| 19      | Baltimore Bullets      | Dom        | 5 stycznia 1964      |
| 19      | Detroit Pistons        | Neutralny  | 1 grudnia 1964       |
| 19      | Baltimore Bullets      | Dom        | 18 marca 1965        |
| 19      | Los Angeles Lakers     | Wyjzd      | 14 grudnia 1966      |
| 19      | Philadelphia 76ers     | Dom        | 6 grudnia 1967       |
| 19      | San Diego Rockets      | Neutralny  | 18 stycznia 1968     |

#### Sezon regularny
| Statystyka                     | Wartość | Przeciwnik             | Data              |
| ------------------------------ | ------- | ---------------------- | ----------------- |
| Punkty                         | 56      | vs. Los Angeles Lakers | 18 grudnia 1964   |
| Celne rzuty z gry              |         |                        |                   |
| Oddane rzuty z gry             |         |                        |                   |
| Celne rzuty wolne, bez pomyłki | 18-18   | at St. Louis Hawks     | 30 stycznia 1962  |
| Celne rzuty wolne, 1 pomyłka   | 22-23   | vs. Los Angeles Lakers | 18 grudnia 1964   |
| Celne rzuty wolne, 1 pomyłka   | 22-23   | vs. Baltimore Bullets  | 20 listopada 1966 |
| Celne rzuty wolne              | 22      | vs. Los Angeles Lakers | 18 grudnia 1964   |
| Celne rzuty wolne              | 22      | at Baltimore Bullets   | 27 grudnia 1964   |
| Celne rzuty wolne              | 22      | vs. Baltimore Bullets  | 20 listopada 1966 |
| Oddane rzuty wolne             | 26      | at Baltimore Bullets   | 27 grudnia 1964   |
| Zbiórki                        |         |                        |                   |
| Minuty                         |         |                        |                   |

#### Play-off
| Statystyka                       | Wartość  | Przeciwnik            | Data             |
| -------------------------------- | -------- | --------------------- | ---------------- |
| Punkty                           | 43       | at Boston Celtics     | 10 kwietnia 1963 |
| Celne rzuty z gry                | 17       | at Boston Celtics     | 28 marca 1963    |
| Celne rzuty wolne, 1 nietrafiony | 21-22    | at Boston Celtics     | 10 kwietnia 1963 |
| Celne rzuty wolne                | 21       | at Boston Celtics     | 10 kwietnia 1963 |
| Oddane rzuty wolne               | 22       | at Boston Celtics     | 10 kwietnia 1963 |
| Asysty                           | 18       | at Philadelphia 76ers | 29 marca 1964    |
| Minuty                           | 58 (2OT) | at Boston Celtics     | 10 maja 1974     |